# Kletterbuche von Hoppenrade
Die Kletterbuche von Hoppenrade ist bzw. war eine prächtige Rotbuche (Fagus sylvatica) und ist ein Naturdenkmal im Gutspark von Hoppenrade. Mit einem Stammumfang von ca. 8,80 m und einer Höhe von ca. 27 m galt sie bis 2017 als die dickste Rotbuche Deutschlands. Ihr Pflanzjahr wird auf ca. 1840 ±10 geschätzt.
Die Buche steht im ehemaligen Gutspark des Gutes Hoppenrade, einem Ortsteil der Gemeinde Plattenburg im Landkreis Prignitz in Brandenburg. Schon zuvor waren an der Buche starke Pilzschäden festgestellt worden, sie galt jedoch als standsicher. Infolge eines starken Sturms Anfang April 2017 erlitt sie aber erhebliche Schäden, woraufhin einige größere Seitenäste brachen und sie bis auf den Stammkopf gekappt werden musste.
Sie wurde bisher auch als „Kletterbuche“ bezeichnet und galt als Wahrzeichen der im Gutshaus untergebrachten CJD Christophorusschule. Als nominierter deutscher Champions-Baum 2016 nahm sie als Kandidat 2017 als deutscher Vertreter am Wettbewerb „Europäischer Baum des Jahres“ teil.